# John Larsen (duchowny)
John Larsen (ur. 1955) – nowozelandzki duchowny rzymskokatolicki, od 2017 przełożony generalny Towarzystwa Maryi.

## Życiorys
Święcenia kapłańskie przyjął w 1981. 30 września 2017 został wybrany na generała zakonu marystów.